# Ryukyuans
Le peuple ryūkyū (琉球民族, Ryūkyū minzoku, langues ryūkyū : Rūchū minzuku) aussi appelé les Ryukyuans (琉球人, Ryūkyū'jin, langues ryūkyū : Rūchū'jin), sont la population autochtone de l'archipel Ryūkyū, situé entre les îles de Kyūshū et de Formose dans le Japon méridional. Les Ryukyuans sont, au sens propre, les habitants indigènes des Ryūkyū, collectivement désignés avec le peuple yamato et le peuple aïnou – deux autres ethnies du Japon dont ils sont distincts – en tant que peuple japonais et nation japonaise. Le peuple Ryūkyū parle différentes langues ryūkyū, considérées comme une deuxième branche de l'arbre linguistique des langues japoniques qui ont divergé entre le IIIe et le IVe siècle apr. J.-C.

## Étymologie
Le terme « Ryukyan » dérive par métathèse de l’appellation des îles en chinois « Liuqiu (琉球) ».
— Ryukyans, des îles Ryūkyū voir Archipel Ryūkyū.

## Origines

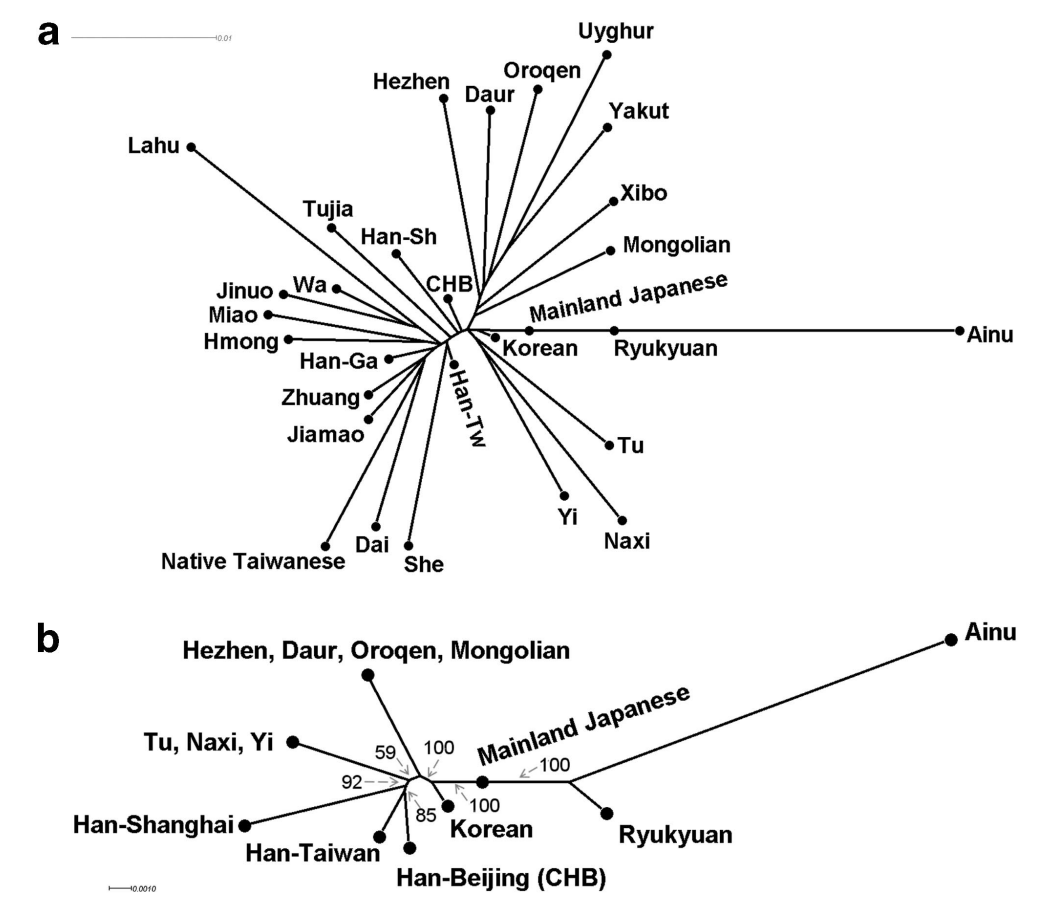
Arbre phylogénétique des différents peuples mongoloïdes actuels.

Des études génétiques récentes[évasif] ont montré que les habitants des îles d'Okinawa du nord de Kyūshū partagent un même patrimoine basé sur le peuple Jōmon.  

### Informations génétiques
Les Ryukyuans partagent plus d'allèle avec les populations de chasseurs-cueilleurs de la période Jōmon (de 16 000 à 3000 ans) que les Yamato. La théorie de Mr. Hanihara (1991), largement acceptée par le monde scientifique, suggère que les Yamato se sont bien plus mélangés avec les peuples asiatiques continentaux que les Aïnous et les Ryukyuans dont le brassage génétique s'est opéré ultérieurement durant la période Yayoi. 
Les Aïnous et Ryukyuans possèdent tous deux le gène paternel de l'haplogroupe du chromosome de type Y D1a2a. Ce type de chromosome ne se retrouve pas en Chine, à Taïwan et en Corée. La souche D1a2a de l'haplogroupe du chromosome Y, qui est rare dans le monde, se retrouve de 30% à 40% pour les Yamato, 90% pour les Aïnous et 50% pour les Ryukyuans. Les Ryukyuans sont donc largement plus apparentés aux Aïnous en comparaison avec les Yamato.
Mr. Takamiya, professeur en histoire d'Okinawa à l'université de Kagoshima, déclare que les humains se sont adaptés aux îles Ryūkyū dès la seconde moitié de la période Jōmon. Il souligne que ces agriculteurs auraient migré du sud Kyūshū vers Okinawa aux alentours du Xe au XIIe siècle. Des recherches archéologiques ont révélé que les ancêtres des habitants des îles Nansei auraient migré il y a relativement peu du sud de Kyushu (Xe siècle). La plupart d'entre eux se seraient installés plus au sud. Il est possible qu'ils aient remplacé les deux groupes d'indigènes des îles Amami-Okinawa et des îles Sakishima.
De ce fait, il est difficile de tracer une frontière nette sur l'île de Kyūshū d'un point de vue génétique et anthropologique. L'élément qui est pointé comme une critique de la théorie raciale politique, c'est que les habitants de l'archipel japonais sont une ethnie mixte de plusieurs populations, et le degré de métissage varie d'une région à l'autre (les Japonais, y compris les Ryukyans).
En 2008, le Centre de recherche en sciences médicales génomiques de l'Institut de recherche physique et chimique (Japon) a analysé statistiquement 140 000 polymorphismes des génomes de 7 000 personnes à l'échelle nationale en un seul nucléotide. EN 2012, le Japanese Islands Human Population Genetics Consortium a découvert que les Japonais comprenait un patrimoine issu de diverses régions d'Asie et d'Europe de l'Ouest ; Hiratori-cho, Hokkaidō, Okinawa, Tokyo, Pékin, Yorba et Ibadan. Le peuple auquel ils appartiennent et les polymorphismes à une base dans un million d'endroits ont révélé que le peuple Ryūkyū est génétiquement plus étroitement lié aux Aïnous qu'aux Yamato.[réf. nécessaire]
En outre, du point de vue non scientifique des Yamato, les Ryukyuans leur sont plus liés et à l'archipel japonais qu'aux Aïnous. Comme hypothèse pour expliquer les racines de l'archipel japonais, dont l'arc des Ryūkyū, selon M. Bertz, le peuple Yayoi est venu via le continent où vivait à l'origine le peuple Jōmon, mais les habitants des Ryūkyū (Ryukyuans) et d'Hokkaidō (Aïnous) étaient des groupes différents car il n'y avait pas beaucoup d'interaction entre ces différentes populations.

## Statut
Les Ryukyuans ne jouissent d'aucun statut ethnique minoritaire vis-à-vis du gouvernement japonais, qui les considère comme un sous-groupe du peuple yamato. Ils constituent le plus grand groupe ethnolinguistique minoritaire du Japon, avec 1,4 million de personnes résidant dans la préfecture d'Okinawa et également, en moindre mesure, dans la préfecture de Kagoshima et dans les îles Amami. Leurs descendants forment d'importantes diasporas partout dans le Japon, mais également au Brésil et à Hawaï. On retrouve également des Ryukyuans dans d'autres pays où il existe des diasporas japonaises, mais ils ne sont pas différenciés des autres japonais dans la majorité des cas.

## Histoire
Lors de l'annexion officielle du royaume de Ryūkyū à l'empire du Japon en 1879, le territoire fut organisé en un domaine féodal appelé « han » et en une préfecture par la suite. Le dernier roi Shō Tai (尚泰) fut exilé de force à Tokyo et démit de ses fonctions.  La Chine  ne renonça officiellement à ses revendications territoriales sur les îles qu'en 1895. Au cours de cette période de colonisation, le gouvernement de Meiji tenta d'assimiler les Ryukyuans aux Yamato en supprimant leur identité, leurs traditions et leur langue.
Après la défaite du Japon lors de la Seconde Guerre Mondiale face aux États-Unis, les îles Ryūkyū passèrent sous domination américaine de 1945 à 1972. Des bases américaines se trouvent encore actuellement sur l'archipel.

## Langues
Les langues ryūkyū sont un groupe de langues et de dialectes qui ne sont pas intelligibles entre elles. Elles ont une parenté significative avec le japonais. L'okinawaïen central reste la norme standard des langues ryūkyū. Il existe de grandes différences entre les dialectes, et les différences entre eux affectent la communication.
À l'heure actuelle, les Ryukyuans utilisent généralement le japonais (standard) lors d'occasions formelles mais ils le parlent avec un fort accent okinawaïen.  Seuls quelques milliers de personnes parlent encore des langues ryūkyū, et la plupart d'entre elles sont des personnes âgées. Par conséquent, les langues ryūkyū sont en déclin constant et le risque de disparition n'est pas à exclure.

## Culture
La culture ryukyuane se distingue de la culture japonaise par son style vestimentaire, par sa religion (琉球神道, ryūkyū shintō) et sa cuisine traditionnelle avec l'introduction tardive du riz (XIIe siècle apr. J.-C.). Les populations des Ryūkyū vécurent en communautés autonomes séparément jusqu'au XIVe siècle quand les royaumes de Hokuzan (北, 山, Montagne du Nord), de Chūzan (中山, Montagne du Milieu) et de Nanzan (南山, Montagne du Sud) ont fusionné pour former le royaume de Ryūkyū (1429–1879). Celui-ci entretint des relations maritimes et tributaires en 1372 avec la dynastie chinoise des Ming. En 1609, le domaine de Satsuma envahit partiellement le pays. Le royaume de Ryūkyū garda une certaine indépendance avec un double statut subordonné à la Chine et au Japon, qui se vit interdit directement toutes relations commerciales avec le shogunat Tokugawa par l'empire chinois.

### Shintoïsme

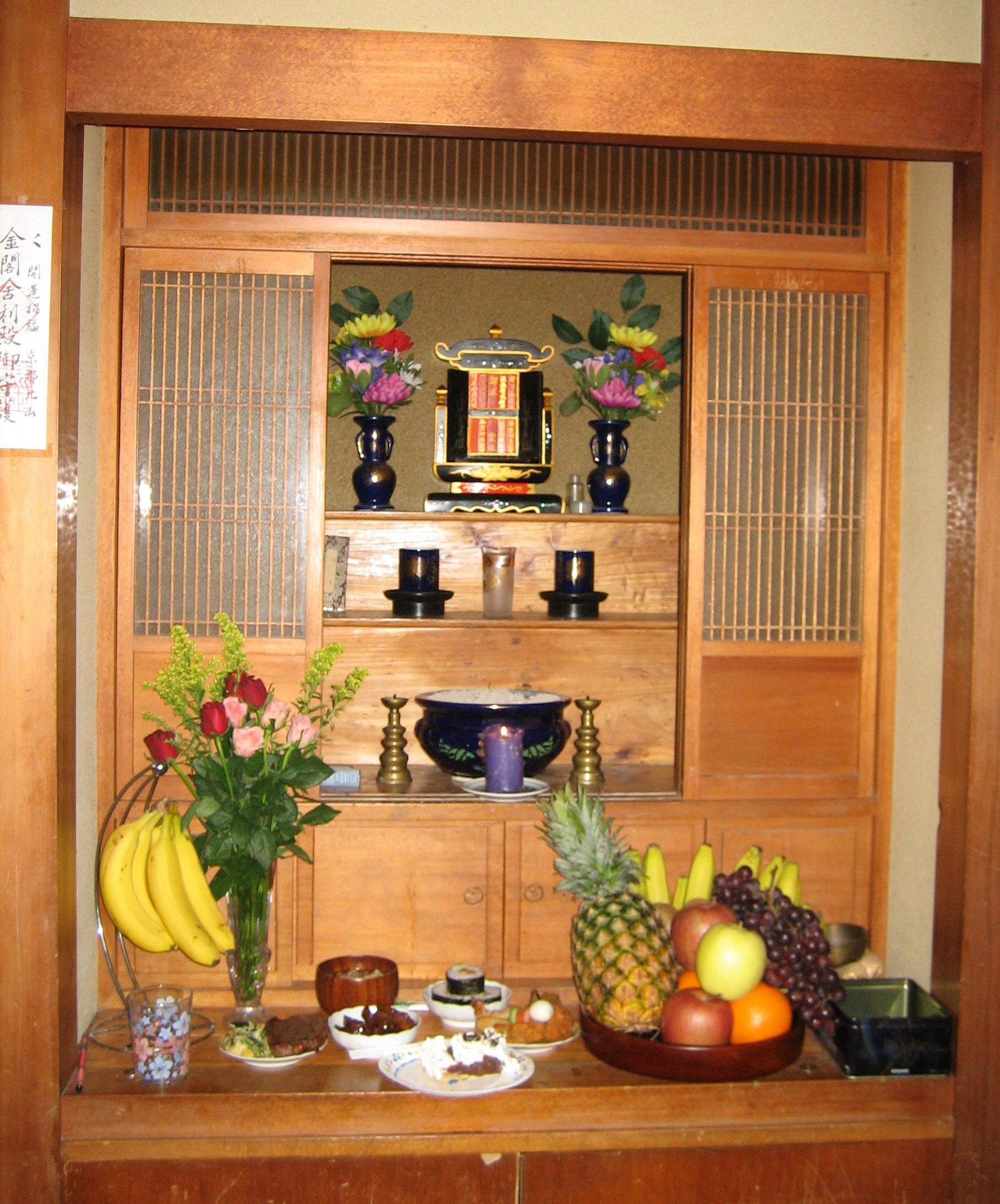
Hôtel consacré au shintoïsme ryukyuan.

Le shintoïsme ryukyuan est une croyance animiste et polythéiste qui mêle le culte des ancêtres, des dieux domestiques et des esprits de la nature.
La mythologie ryukyuane (琉球神話, Ryukyu shinwa) est l'ensemble des légendes et mythes ancrés dans la tradition shintō locale. Les deux divinités créatrices masculine et féminine sont Shinerikiyo (シネリキヨ, Shinerikiyo) et Amamikiyo (アマミ, Amamikiyo). Elles peuvent être comparées au couple primaire divin du panthéon shintō japonais en tant que Izanagi (イザナギ, Izangi) et Izanami (イザナミ, Izinami). Il s'agit pour certains d'une différence culturelle majeure qui distingue les Yamato des Ryukyuans comme nation séparée.